# A Christmas Duel
A Christmas Duel är en julsång där The Hives och Cyndi Lauper sjunger en duett. Låten gavs ut på 7", CD5 (dessa fanns endast att köpa i skivbutiker och ej på nätet), samt som nerladdningsfil, och släpptes den 19 november 2008. Låten debuterade som sexa på Sverigetopplistan, och nådde som bäst en fjärdeplats.

## Listplaceringar
| Lista (2008-2009) | Topplacering |
| ----------------- | ------------ |
| Sverige           | 4            |

### Fotnoter
1. ↑  ”Listplacering”. http://hitparad.se/showitem.asp?interpret=The+Hives+%26+Cyndi+Lauper&titel=A+Christmas+Duel&cat=s. Läst 19 maj 2011.